# Eremophila magnifica
Eremophila magnifica är en flenörtsväxtart som beskrevs av Chinnock. Eremophila magnifica ingår i släktet Eremophila och familjen flenörtsväxter. Inga underarter finns listade i Catalogue of Life.